# Handeliodendron
Handeliodendron, monotipski biljni rod iz porodice sapindovki, dio potporodice Hippocastanoideae. Jedina je vrsta H. bodinieri, drvo ili grm u planinskim područjima Guangxi i Guizhou u Kini, 
Raste na visinama od 500 do 1 200 metara, a naraste do 15 metara visine